# Kispajzs

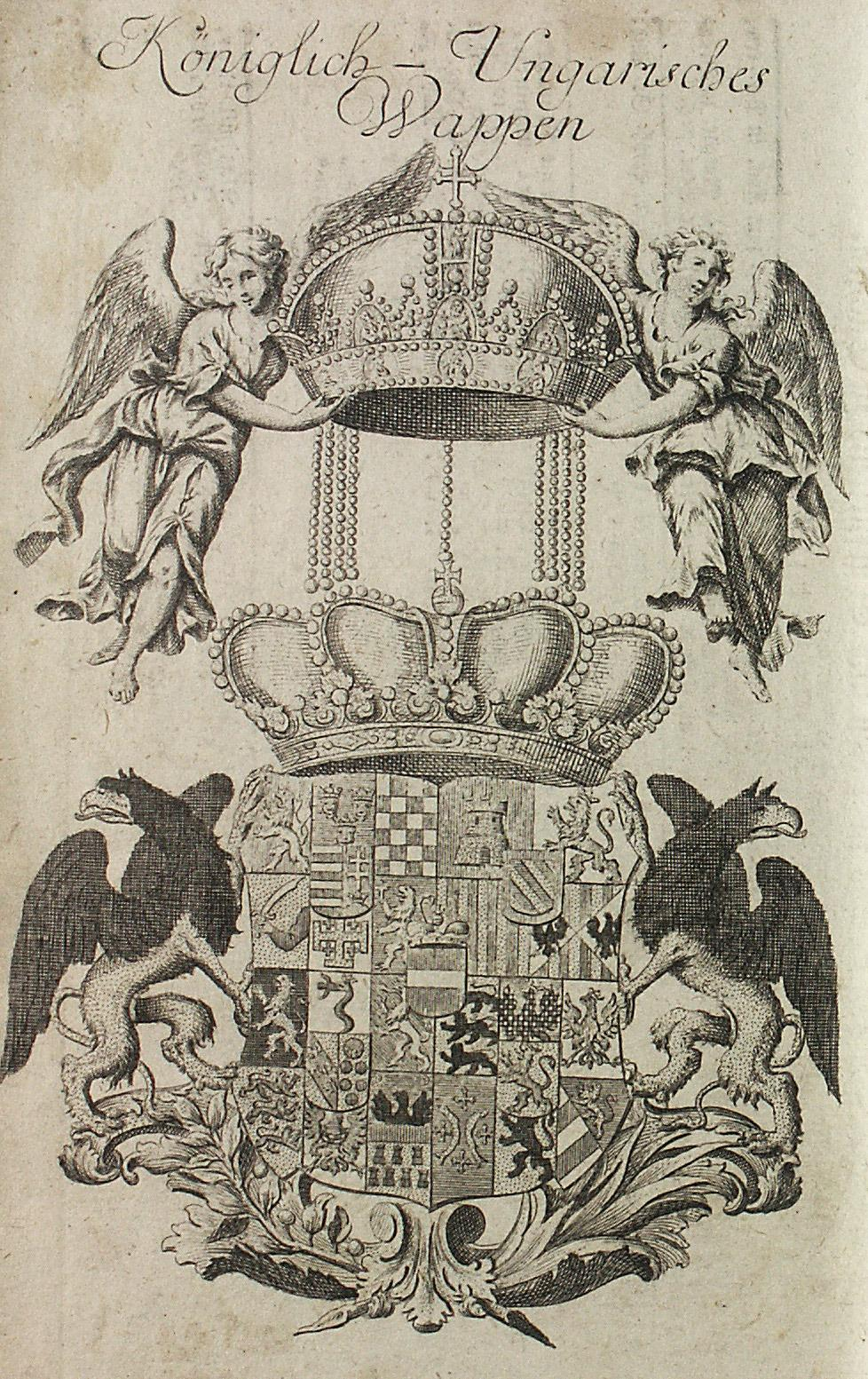
Négy kispajzs és egy boglárpajzs Magyarország teljes nagycímerében

Névváltozatok:  pajzsdarab (Forgon 502.)
en: inescutheon

Rövidítések:

Kispajzs minden olyan díszített kisebb pajzs, mely egy nagyobb pajzson belül fordul elő. Nem tévesztendő össze a pajzsocskával. Kispajzs lehet minden boglárpajzs, köldökpajzs, díszpajzs, a lovas által tartott pajzs (Frogonnál pajzsdarab) stb.
Alakja általában azonos a főpajzs alakjával. A kispajzsok a címerleírásnál előnyt élveznek. A boglárpajzs (cs: střední štítek, srdeční štítek) középen van, a köldökpajzs (cs: pupeční štítek) ez alatt, a pajzstalpnál, a díszpajzs (cs: čestní štítek) pedig a boglárpajzs fölött középen, a pajzsfőnél. Ezek együtt vagy külön-külön is előfordulhatnak. Ezenkívül lehetnek kispajzsok a főpajzs sarkainál is, de ekkor általában a két ellentétes sarok mindegyikénél van egy-egy kispajzs, hogy a szimmetria megőrzésével megmaradjon a címer eleganciája. Ilyen kispajzsok láthatók pl. A teljes magyar nagycímernél.